# Rowsley
Rowsley – wieś w Anglii, w hrabstwie Derbyshire, w dystrykcie Derbyshire Dales. Leży 32 km na północ od miasta Derby i 213 km na północny zachód od Londynu.